# Cytisus commutatus
Cytisus commutatus är en ärtväxtart som först beskrevs av Heinrich Moritz Willkomm, och fick sitt nu gällande namn av John Isaac Briquet. Cytisus commutatus ingår i släktet kvastginster, och familjen ärtväxter. Inga underarter finns listade i Catalogue of Life.